# Il predicatore
Il predicatore (titolo originale: Predikanten) è un romanzo giallo della scrittrice svedese Camilla Läckberg pubblicato in Svezia nel 2004.
È il secondo libro della serie che ha per protagonisti la scrittrice Erica Falck e il poliziotto Patrik Hedström.
Il libro è stato finalista al Bästa svenska kriminalroman, edizione 2004, nell'ambito dello Svenska Deckarakademin.

## Trama
È presto, una mattina dell'estate del 2003 a Fjällbacka, quando un ragazzino decide di uscire dalla sua abitazione per giocare e, fingendosi cavaliere, andare alla ricerca di draghi. Il suo gioco viene bruscamente interrotto dalla scoperta del cadavere nudo di una giovane donna. Le indagini della polizia porteranno subito a capire che si tratta di omicidio.
Il mistero si infittisce quando sotto il corpo del primo cadavere vengono rinvenuti i resti degli scheletri di altre due donne scomparse negli anni '70.
La trama, ricca di sorprese, si articola tra passato e presente con il coinvolgimento nelle indagini della famiglia Hult, conosciuta da oltre vent'anni a causa di Ephraim, il predicatore, che si narra avesse particolari poteri di guarigione.
Patrik Hedström, che presto avrà un bambino da Erica Falck, si ritrova a dover risolvere l'intricato caso nel più breve tempo possibile, per evitare che la florida stagione turistica venga intaccata da questi tragici ritrovamenti.

## Personaggi

### Personaggi principali
Patrik HedströmPoliziotto presso il commissariato di Tanumshede cui viene affidato l'incarico di risolvere il complicato caso.
Erica FalckScrittrice di biografie, compagna di Patrik; assume in questo secondo romanzo un ruolo più marginale.
Ephraim HultIl predicatore, ormai non più in vita. Famoso per essere dotato di poteri, in parte tramandati ai suoi figli, che gli permettevano di guarire miracolosamente persone malate.

### Famiglia Hult
|         |         |         |         |         |         |  |  |       |       |       |       |       |       |  |  | Ephraim (†) | Ephraim (†) | Ephraim (†) | Ephraim (†) | Ephraim (†) | Ephraim (†) |  |  | Ragnhild (†) | Ragnhild (†) | Ragnhild (†) | Ragnhild (†) | Ragnhild (†) | Ragnhild (†) |  |  |         |         |         |         |         |         |  |  |  |  |
|         |         |         |         |         |         |  |  |       |       |       |       |       |       |  |  | Ephraim (†) | Ephraim (†) | Ephraim (†) | Ephraim (†) | Ephraim (†) | Ephraim (†) |  |  | Ragnhild (†) | Ragnhild (†) | Ragnhild (†) | Ragnhild (†) | Ragnhild (†) | Ragnhild (†) |  |  |         |         |         |         |         |         |  |  |  |  |
|         |         |         |         |         |         |  |  |       |       |       |       |       |       |  |  |             |             |             |             |             |             |  |  |              |              |              |              |              |              |  |  |         |         |         |         |         |         |  |  |  |  |
|         |         |         |         |         |         |  |  |       |       |       |       |       |       |  |  |             |             |             |             |             |             |  |  |              |              |              |              |              |              |  |  |         |         |         |         |         |         |  |  |  |  |
|         |         |         |         |         |         |  |  | Laine | Laine | Laine | Laine | Laine | Laine |  |  | Gabriel     | Gabriel     | Gabriel     | Gabriel     | Gabriel     | Gabriel     |  |  | Johannes (†) | Johannes (†) | Johannes (†) | Johannes (†) | Johannes (†) | Johannes (†) |  |  | Solveig | Solveig | Solveig | Solveig | Solveig | Solveig |  |  |  |  |
|         |         |         |         |         |         |  |  | Laine | Laine | Laine | Laine | Laine | Laine |  |  | Gabriel     | Gabriel     | Gabriel     | Gabriel     | Gabriel     | Gabriel     |  |  | Johannes (†) | Johannes (†) | Johannes (†) | Johannes (†) | Johannes (†) | Johannes (†) |  |  | Solveig | Solveig | Solveig | Solveig | Solveig | Solveig |  |  |  |  |
|         |         |         |         |         |         |  |  |       |       |       |       |       |       |  |  |             |             |             |             |             |             |  |  |              |              |              |              |              |              |  |  |         |         |         |         |         |         |  |  |  |  |
|         |         |         |         |         |         |  |  |       |       |       |       |       |       |  |  |             |             |             |             |             |             |  |  |              |              |              |              |              |              |  |  |         |         |         |         |         |         |  |  |  |  |
| Marita  | Marita  | Marita  | Marita  | Marita  | Marita  |  |  | Jacob | Jacob | Jacob | Jacob | Jacob | Jacob |  |  | Linda       | Linda       | Linda       | Linda       | Linda       | Linda       |  |  | Robert       | Robert       | Robert       | Robert       | Robert       | Robert       |  |  | Johan   | Johan   | Johan   | Johan   | Johan   | Johan   |  |  |  |  |
| Marita  | Marita  | Marita  | Marita  | Marita  | Marita  |  |  | Jacob | Jacob | Jacob | Jacob | Jacob | Jacob |  |  | Linda       | Linda       | Linda       | Linda       | Linda       | Linda       |  |  | Robert       | Robert       | Robert       | Robert       | Robert       | Robert       |  |  | Johan   | Johan   | Johan   | Johan   | Johan   | Johan   |  |  |  |  |
|         |         |         |         |         |         |  |  |       |       |       |       |       |       |  |  |             |             |             |             |             |             |  |  |              |              |              |              |              |              |  |  |         |         |         |         |         |         |  |  |  |  |
|         |         |         |         |         |         |  |  |       |       |       |       |       |       |  |  |             |             |             |             |             |             |  |  |              |              |              |              |              |              |  |  |         |         |         |         |         |         |  |  |  |  |
| William | William | William | William | William | William |  |  | Petra | Petra | Petra | Petra | Petra | Petra |  |  |             |             |             |             |             |             |  |  |              |              |              |              |              |              |  |  |         |         |         |         |         |         |  |  |  |  |

### Personaggi secondari
- Anna Falck, sorella minore di Erica.
- Annika Jansson, segretaria del commissariato di Tanumshede.
- Bertil Mellberg, commissario capo del commissariato di Tanumshede.
- Ernst Lundgren, poliziotto del commissariato di Tanumshede.
- Gosta Flygare, poliziotto del commissariato di Tanumshede.
- Kennedy Karlsson, amico di Jacob Hult.
- Marten Frisk, ragazzo violento con precedenti penali.
- Martin Molin, poliziotto del commissariato di Tanumshede.
- Mona Thernblad, adolescente scomparsa nel 1979.
- Siv Lantin, adolescente scomparsa nel 1979.
- Tanja Schmidt, cadavere ritrovato a Kungsklyftan (estate 2003).
- Tord Pedersen, patologo di medicina legale di Göteborg.

## Opere derivate
Nel 2007 è stato presentato l'adattamento del romanzo nell'omonimo film per la televisione, diretto da Jonas Grimås: Elisabet Carlsson interpreta il ruolo di Erica Falck e Niklas Hjulström quello di Patrik Hedström.

## Edizioni
- Camilla Lackberg, Il predicatore, traduzione di Laura Cangemi, Marsilio, 2010. ISBN 978-88-317-0681-0.
- Camilla Lackberg, Il predicatore, traduzione di Laura Cangemi, Marsilio, 2011. ISBN 978-88-317-1049-7.
- Camilla Lackberg, Il predicatore, traduzione di Laura Cangemi, Marsilio, 2012. ISBN 978-88-317-1476-1.
- Camilla Lackberg, Il predicatore, traduzione di Laura Cangemi, Marsilio, 2016. ISBN 978-88-17-08985-2.
- Camilla Lackberg, Il predicatore, traduzione di Laura Cangemi, Universale Economica Feltrinelli, 2018. ISBN 978-88-317-1269-9.
- Camilla Lackberg, Il predicatore, traduzione di Laura Cangemi, Universale Economica Feltrinelli, 2019. ISBN 978-88-07-89232-5.